# Quindina bella
Espèce
Quindina bella est une espèce d'opilions laniatores de la famille des Nomoclastidae.

## Distribution
Cette espèce est endémique de Colombie. Elle se rencontre dans les départements de Quindío et de Tolima.

## Description
Le mâle syntype mesure 3 mm et la femelle syntype 5 mm.
Le mâle décrit par Pinto-da-Rocha et Bragagnolo en 2017 mesure 3,6 mm.

## Systématique et taxinomie
Cette espèce a été décrite par Roewer en 1915.

## Publication originale
- Roewer, 1915 : « Fünfzehn neue Opilioniden. » Archiv für Naturgeschichte, vol. 80, no 9, p. 106–132 (texte intégral).